# Клевер репейниковый
Кле́вер репе́йниковый (лат. Trifolium lappaceum) — однолетнее травянистое растение, вид рода Клевер (Trifolium) трибы Клеверные (Trifolieae) подсемейства Мотыльковых (Faboideae) семейства Бобовых (Fabaceae).

## Ботаническое описание
Стебли высотой 10—40 см, простые либо ветвистые с отклонёнными ветвями, практически голые или с рассеянными волосками.
Черешки верхних листьев с жёсткими волосками, короче, чем на нижних листьях. Прилистники нижних листьев линейно-ланцетной формы, концы заострённые; прилистники верхних листьев имеют ланцетную форму, плёнчатые, с жилками лиловатого цвета, щетинисто-опушенные. Листочки практически сидячие, форма колеблется от клиновидно-ромбической до округлой, верхняя часть с зубчатыми краями, нижняя часть волосистая.
Соцветие — головка. Головки одиночные, на концах ветвей ложно-конечные, округлой или эллиптической формы. Цветки практически сидячие. Чашечка трубчатая, обратно-конической формы, при плодах колокольчатая, снаружи голая. Трубка чашечки с 20 жилками. Зубцы чашечки длиннее, чем трубка, расширенные в основании, с 4—5 жилками, жёсткие, колючие, на краях расположены отстоящие щетинки, при плодах зубцы отклоняются. Венчик по длине не более, чем зубцы чашечки, розоватого цвета, спаянный пополам от своей длины в трубку. Флаг клиновидной формы, конец усечённый, зубчатый.
Плод — боб, обратнояйцевидной формы, плёнчатый. Семя одно, яйцевидной формы, бурого цвета. Цветение происходит в мае. Плодоносит в июне.
Вид описан из южной Франции. Тип в гербариях Карла Линнея.

## Экология и распространение
Клевер репейниковый произрастает на лугах, галечнике, в зарослях кустарников, на низкогорьях. Человеком применяется как кормовое растение в экстремальных горных условиях.
Распространён в Алжире, Египте, Ливии, Марокко, Тунисе, Иране, Ираке, Израиле, Иордании, Сирии, Турции, Азербайджане, Грузии, России (Дагестан), Таджикистане, Туркменистане, Украине (Крым), Албании, Болгарии, Греции, Италии, странах бывшей Югославии, Франции, Испании, Португалии и на Кипре.

## Классификация
Вид Клевер репейниковый входит в род Клевер (Trifolium) трибу Клеверные (Trifolieae) подсемейство Мотыльковые (Faboideae) семейство Бобовые (Fabaceae).
|  |                          |  |                                                           |                                                           |                   |  | ещё 3 семейства (согласно Системе APG II) | ещё 3 семейства (согласно Системе APG II) |                          |  |  |  | ещё 27 триб             | ещё 27 триб |  |  |  |  | ещё около 300 видов | ещё около 300 видов |
|  |                          |  |                                                           |                                                           |                   |  | ещё 3 семейства (согласно Системе APG II) | ещё 3 семейства (согласно Системе APG II) |                          |  |  |  | ещё 27 триб             | ещё 27 триб |  |  |  |  | ещё около 300 видов | ещё около 300 видов |
|  |                          |  |                                                           | порядок Бобовоцветные                                     |                   |  |                                           |                                           | подсемейство Мотыльковые |  |  |  |                         | род Клевер  |  |  |  |  |                     |                     |
|  |                          |  |                                                           | порядок Бобовоцветные                                     |                   |  |                                           |                                           | подсемейство Мотыльковые |  |  |  |                         | род Клевер  |  |  |  |  |                     |                     |
|  | отдел Цветковые растения |  |                                                           |                                                           | семейство Бобовые |  |                                           |                                           | триба Клеверные          |  |  |  | вид Клевер репейниковый |             |  |  |  |  |                     |                     |
|  | отдел Цветковые растения |  |                                                           |                                                           |                   |  |                                           |                                           |                          |  |  |  |                         |             |  |  |  |  |                     |                     |
|  |                          |  | ещё 45 порядков покрытосеменных (согласно Системе APG II) | ещё 45 порядков покрытосеменных (согласно Системе APG II) |                   |  |                                           | ещё 2 подсемейства                        | ещё 2 подсемейства       |  |  |  | ещё 5 родов             | ещё 5 родов |  |  |  |  |                     |                     |
|  |                          |  |                                                           | ещё 45 порядков покрытосеменных (согласно Системе APG II) |                   |  |                                           |                                           | ещё 2 подсемейства       |  |  |  |                         | ещё 5 родов |  |  |  |  |                     |                     |